# Кастел дел Джудиче
Кастѐл дел Джу̀диче (на италиански: Castel del Giudice) е село и община в Централна Италия, провинция Изерния, регион Молизе. Разположено е на 800 m надморска височина. Населението на общината е 355 души (към 2010 г.).